# Доживљаји доброг војника Швејка у светском рату
Доживљаји доброг војника Швејка у светском рату (чеш. Osudy dobrého vojáka Švejka za světové války) или понекад скраћено, Добри војник Швејк, је незавршени сатирични роман чешког писца Јарослава Хашека издат 1923. године. Писац је планирао да се дело састоји из 6 делова али завршио је само четири због смрти од срчаног удара 1923. Сва четири дела су објављена у једној књизи.

## Радња
Радња романа говори о чешком ветерану Јозефу Швејку и његовим доживљајима у армији. Прича почиње атентатом у Сарајеву који претходи Првом светском рату. Швејк је толико узбуђен служењу својој држави у рату да нико не може са сигурношћу да утврди да ли је он имбецил или вешти саботер Аустроугарске армије. 
Прича почиње описом догађаја током прве године рата, где се Швејк придружује војсци и доживљава различите авантуре.

## Галерија
- Споменик Швејку
у Саноку, Пољска
- Споменик Швејку
у Хумењу, Словачка